# Sigmahuset, Västerås
Sigma (fastighetsbeteckning "Kettil 7") är en byggnad i Västerås, belägen vid Stora torgets södra sida.
Huset ritades av Lennart Green på Svenska Riksbyggens arkitektkontor. Uppförandet föregicks av rivning av kvarteret Kettil med blandad ålderdomlig bebyggelse.
Första spadtaget till Sigma togs den 27 november 1964 och invigdes den 16 oktober 1966 som ett "köpmannavaruhus". Inledningsvis var planlösningen öppen utan väggar mellan butikerna. På bottenvåningen låg en Icabutik. På 1980-talet byggdes Sigma om till en galleria med egna ingångar för butikerna.
Huset ägdes av Nordic Retail Fund fram till 2017 när det såldes till Regio.

## Källhänvisningar
1. ↑  Modernismen i Västerås kommun
2. ↑  Så här såg VLT ut när Sigma öppnade 1966 Arkiverad 15 juli 2017 hämtat från the Wayback Machine., VLT, 23 april 2012
3. ↑  Sigma firar 50 i ny kostym Arkiverad 7 april 2017 hämtat från the Wayback Machine., Näringsliv, 2016-2
4. ↑  Regio köper Sigma i Västerås, Fastighetsnytt, 21 mars 2017